# Алимов, Абдрахим
Абдрахим Алимов  (1925—1987) — участник Великой Отечественной войны, полный кавалер ордена Славы.

## Биография
Родился 10 мая 1925 года в селе Каракастек ныне Джамбулского района Алма-Атинской области Республики Казахстан в крестьянской семье. Казах. Окончил 7 классов. Работал в совхозе.
В Красной Армии с 1942 года. На фронте в Великую Отечественную войну с декабря 1942 года.
Стрелок 967-го стрелкового полка (273-я стрелковая дивизия, 3-я гвардейская армия, 1-й Украинский фронт) красноармеец Абдрахим Алимов 22 июля 1944 года первым в подразделении вплавь преодолел реку Западный Буг, занял удобную позицию и отразил с другими бойцами вражескую контратаку, чем способствовал выполнению боевой задачи подразделением.
За мужество и отвагу, проявленные в боях, 16 августа 1944 года красноармеец Алимов Абдрахим награждён орденом Славы 3-й степени (№ 157546).
Помощник командира взвода 967-го стрелкового полка сержант Абдрахим Алимов 14 февраля 1945 года у населённого пункта Лонцендорф (Германия), отражая вражеский натиск, поднял взвод в атаку. Огнём из автомата сержант Алимов сразил несколько гитлеровских солдат, обошёл с тыла неприятельский пулемёт и гранатой уничтожил его вместе с расчётом, что позволило подразделению захватить населённый пункт.
За мужество и отвагу, проявленные в боях, 18 марта 1945 года сержант Алимов Абдрахим награждён орденом Славы 2-й степени (№ 24838).
Командир отделения 967-го стрелкового полка (273-я стрелковая дивизия, 3-я гвардейская армия, 1-й Украинский фронт) сержант Абдрахим Алимов 22 февраля 1945 года близ города Бреслау (Германия), ныне польский город Вроцлав, подавил с бойцами вверенного ему подразделения две огневые точки в одном из домов и лично истребил одиннадцать вражеских солдат.
За мужество и отвагу, проявленные в боях, 12 марта 1945 года сержант Алимов Абдрахим повторно награждён орденом Славы 3-й степени.
Указом Президиума Верховного Совета СССР от 20 декабря 1951 года за образцовое выполнение заданий командования в боях с немецко-фашистскими захватчиками сержант запаса Алимов Абдрахим перенаграждён орденом Славы 1-й степени (№ 1363), став полным кавалером ордена Славы.
В 1945 году А. Алимов демобилизован. Вернулся в родное село. Работал в совхозе. Скончался 26 сентября 1987 года. Похоронен на кладбище села Каракастек.

## Награды
- Орден Славы 1 степени (20 декабря 1951— № 1363);
- Орден Славы 2 степени (18 марта 1945—№ 24838);[1])[2]
- 2 ордена Славы 3 степени (16 августа 1944—№ 157546 и 12 марта 1945[1]);[3]
- Орден Отечественной войны 1 степени;
- Ряд прочих медалей.

## Память
В селе Каракастек Жамбылского района Алматинской области есть улица им. А.Алимова/